# Mineros de Parral
Los Mineros de Parral es un equipo profesional de la Liga de Básquetbol Estatal de Chihuahua.

## Estadio
Actualmente juegan en el Auditorio Municipal Parral.

## Jugadores

### Roster
| Apaches de Chihuhua Temporada 2025 |    |                           |                                    |
| C U E R P O T É C N I C O          |    |                           |                                    |
| Entrenador                         |    | Bandera de México         | Jonathan Gutiérrez                 |
| Asistente                          |    | Bandera de México         | Javier Muñoz                       |
| J U G A D O R E S                  |    |                           |                                    |
| Base                               | 1  | Bandera de Estados Unidos | Hameed Tariq Ali (Baja)            |
| Alero                              | 2  | Bandera de México         | Otoniel Eduardo Zulueta Silva      |
| Ala-Pívot                          | 3  | Bandera de México         | Diego Herrera Ascencio             |
| Ala-Pívot                          | 4  | Bandera de México         | José Rodríguez Quintana            |
| Base                               | 5  | Bandera de México         | José Luis Bucio González           |
| Escolta                            | 7  | Bandera de México         | José Pablo Santana Corral          |
| Escolta                            | 8  | Bandera de Estados Unidos | Benjamin Aaron Vozzola (Baja)      |
| Escolta/Alero                      | 9  | Bandera de México         | Ángel Omar Sáenz Soto (J)          |
| Pívot                              | 10 | Bandera de Haití          | Djery Jean-Baptiste                |
| Base/Escolta                       | 12 | Bandera de México         | Efrain Oswaldo Soto Anaya          |
| Ala-Pívot                          | 14 | Bandera de México         | Ricardo Enrique García Contreras   |
| Alero                              | 15 | Bandera de Estados Unidos | Rayes Tony Gallegos Jr.            |
| Pívot                              | 17 | Bandera de México         | Alan Amador Olivas Baca            |
| Alero                              | 22 | Bandera de México         | Jesús Roberto Maldonado Franco (J) |
| Pívot                              | 23 | Bandera de Estados Unidos | Rasheen Butch Jamal Merlin (Baja)  |
| Escolta                            | 24 | Bandera de Estados Unidos | Jon-Christopher Anderson Fuller    |
| Alero                              | 25 | Bandera de México         | Juan Luis Ramírez Herrera          |
| Base                               | 30 | Bandera de Estados Unidos | Alexander Johnson                  |
| Escolta                            | 39 | Bandera de Estados Unidos | Troy Cracknell                     |
| Alero                              | 77 | Bandera de Estados Unidos | Matthew McClain (Baja)             |
| = Capitán                          |    |                           |                                    |

 =  Cuenta con nacionalidad mexicana. 